# Rüdiger Arnzen
Rüdiger Arnzen (...) è un arabista e orientalista tedesco.

## Biografia
Arnzen studiò arabistica, lingua e letteratura persiana e filosofia all'Università di Bochum. Nel 1994 conseguì in tale ateneo il dottorato con una dissertazione su una parafrasi del testo aristotelico De anima nella tradizione araba e persiana, dissertazione supervisionata da Gerhard Endress. I suoi docenti di filosofia includono Burkhard Mojsisch. Dopo essersi occupato dell'A Greek and Arabic Lexicon, divenne ricercatore associato presso il Thomas Institute dell'Università di Colonia.
I principali interessi di ricerca di Arnzen sono la filosofia araba e persiana e la storia della scienza del Medioevo e della prima età moderna, in particolare i concetti arabi della metafisica e la ricezione della teoria delle idee di Platone. Inoltre, Arnzen fu uno specialista in lessicografia e linguistica dell'arabo classico, in particolare nella terminologia greco-araba ai fine della traduzione nei campi della filosofia, delle scienze naturali e umanistiche, nonché della medicina. 
Fu collaboratore del progetto di ricerca europeo Greek into Arabic. Philosophical Concepts and Linguistic Bridges delle Università di Pisa e di Bochum e dell'Istituto di Linguistica Computazionale del Consiglio Nazionale delle Ricerche. Gli autori greci a cui Arnzen si dedicò includono Platone e Aristotele con il suo scritto De caelo, Euclide e il neoplatonico Simplicio, mentre gli autori arabi includono il matematico Al-Nayrizi, l'astrologo Al-Qabīsī e il filosofo Averroè.

## Pubblicazioni
Libri
- Aristoteles’ De Anima. Eine verlorene spätantike Paraphrase in arabischer & persischer Überlieferung. Arabischer Text nebst Kommentar, quellengeschichtlichen Studien & Glossaren. Brill, Leiden 1998  (Aristoteles Semitico-Latinus, 9), online. ((Pubblicazione della dissertazione, Bochum 1994).
- Abū l-cAbbās an-Nayrīzīs Exzerpte aus (Ps.-?)Simplicius’ Kommentar zu den Definitionen, Postulaten und Axiomen in Euclids Elementa I.  Introdotto, curato e corredato di glossario arabo e latino. Colonia – Essen, 2002.
- Averrois Cordubensis commentum magnum super libro De celo et mundo Aristotelis. Ex recognitione Francis James Carmody (†) in lucem edidit Rüdiger Arnzen. Editioni praefatus est Gerhard Endress. 2 voll. Peeters, Lovanio 2003 (Recherches de Théologie et Philosophie médiévales. Bibliotheca 4.1.1, 4.1.2.), online.
- tradotto in: Anthony Lo Bello, The commentary of al-Nayrizi on Books II-IV of Euclid's Elements of Geometry. With a translation of that portion of Book I missing from ms Leiden or. 399.1 but present in the newly discovered Qom manuscript edited by Rüdiger Arnzen. Brill, Leiden 2009 (Ancient Mediterranean and medieval texts and contexts: Studies in Platonism, Neoplatonism, and the Platonic tradition, 8), online.
- Averroes on Aristotle’s Metaphysics. An Annotated Translation of the So-called Epitome. de Gruyter, Berlin 2010 (Scientia Graeco-Arabica, 5), online.

Monografie
- Platonische Ideen in der arabischen Philosophie. Texte und Materialien zur Begriffsgeschichte von ‘suwar aflatuniyya’ und ‘muthul aflatuniyya’. De Gruyter, Berlin 2011, online.

Herausgeberschaften
- (curato con Jörn Thielmann): Words, Texts and Concepts Cruising the Mediterranean Sea. Studies on the sources, contents and influences of Islamic civilization and Arabic philosophy and science dedicated to Gerhard Endress on his sixty-fifth birthday. Peeters, Lovanio – Parigi – Dudley, MA 2004,  online.

| Controllo di autorità | VIAF (EN) 12488311 · ISNI (EN) 0000 0001 1596 8792 · BAV 495/306361 · LCCN (EN) n96120581 · GND (DE) 115210423 · BNF (FR) cb13769567v (data) · J9U (EN, HE) 987007257827805171 |